# Pittura a olio

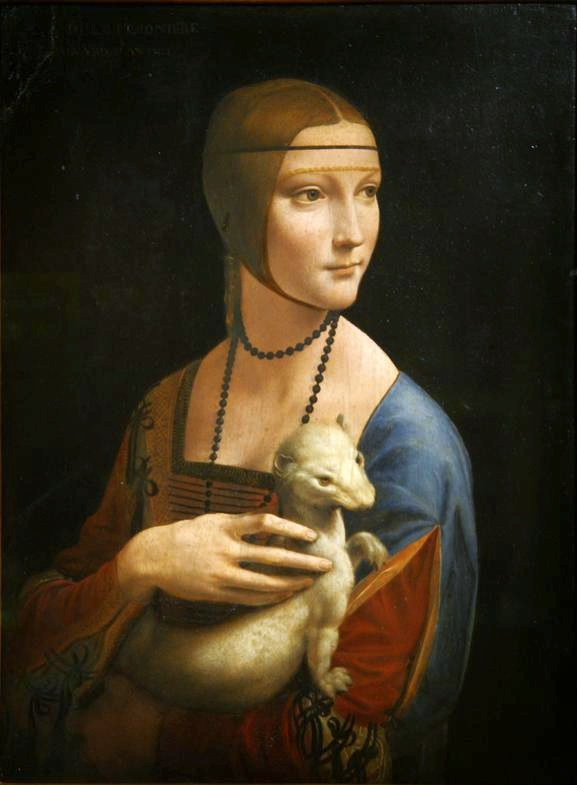
Leonardo da Vinci, Dama con l'ermellino (1488-1490), Museo Czartoryski, Cracovia

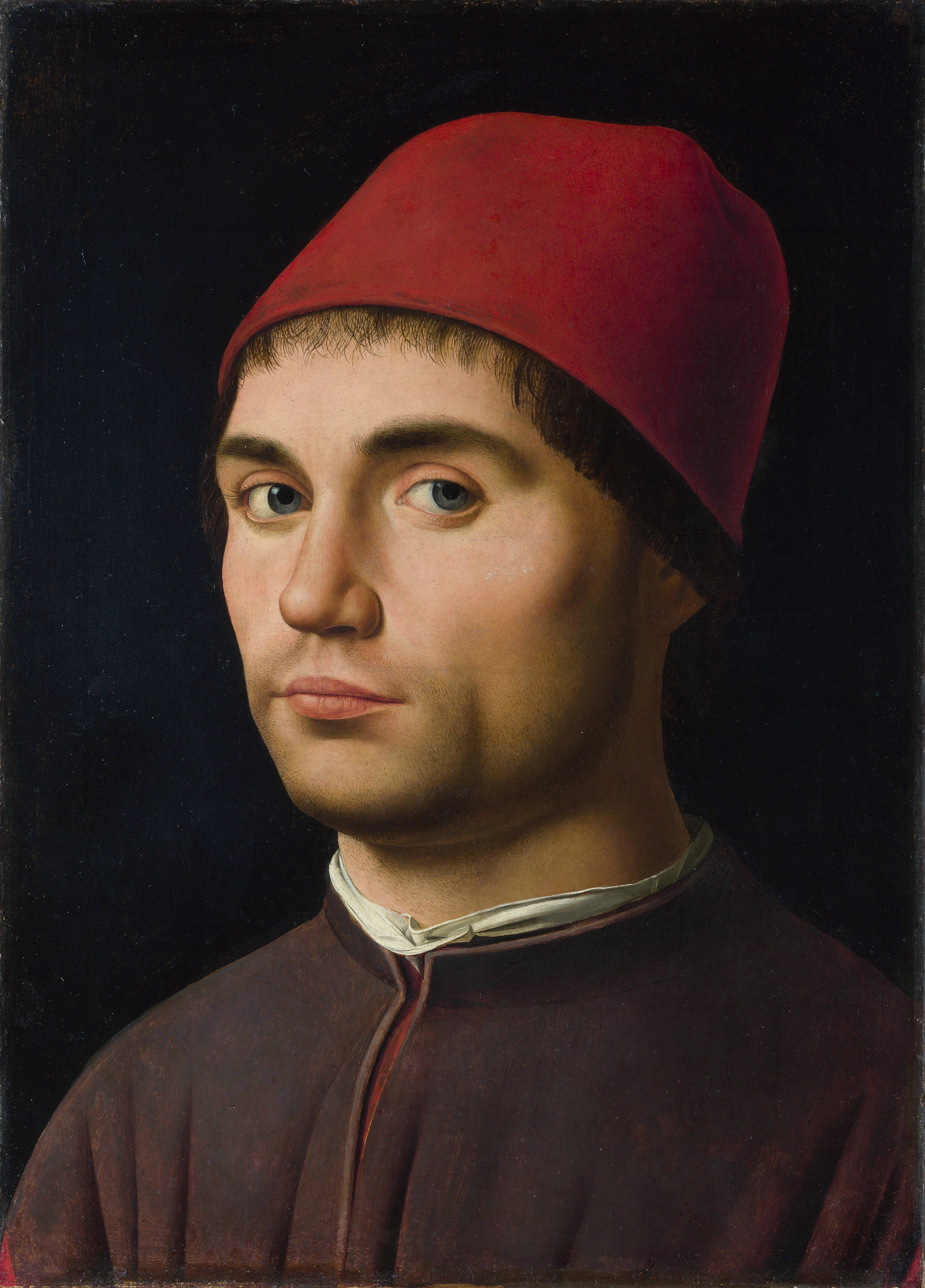
Antonello da Messina, Ritratto virile, National Gallery, Londra

La pittura a olio è una tecnica pittorica che utilizza pigmenti in polvere mescolati con oli siccativi. 

## Storia
Le origini della pittura a olio affondano le radici nell'antichità; ne davano notizia già Marco Vitruvio Pollione, Plinio il Vecchio e Galeno. Teofilo (monaco) la riporta nel De diversis artibus, un celebre ricettario della prima metà del XII secolo e, alla fine del Trecento, la cita Cennino Cennini nel Libro dell'Arte. Non è pertanto da prendere alla lettera la leggenda, riportata anche dal Vasari nelle sue Vite, secondo cui Jan van Eyck fu l'inventore dei colori a olio; è certo, invece, che i pittori fiamminghi del XV secolo perfezionarono questa «nuova e prodigiosa maniera di colorire», ovviando ad alcuni inconvenienti.
Fu comunque dalla metà del XV secolo che l'olio conobbe una straordinaria diffusione, prima nelle Fiandre e poi, dagli anni sessanta e settanta del XV secolo, in Italia. Gli italiani utilizzavano già questa tecnica, soprattutto in combinazione con altre, come la pittura a tempera (ad esempio, fu usata per la realizzazione di alcune parti della Pala Colonna di Masaccio), ma le prime opere eseguite interamente ed esclusivamente a olio comparvero soprattutto nelle città che per prime accolsero la cultura fiamminga, come Urbino, Ferrara, Napoli, Roma e, in seguito, Venezia. L'introduzione della tecnica a olio in Italia è tradizionalmente attribuita ad Antonello da Messina, che nella sua città natale e a Napoli poté entrare in contatto diretto con artisti catalani e fiamminghi, tra cui Petrus Christus. Il suo esempio sarebbe poi stato seguito da Piero della Francesca, Giovanni Bellini e altri.
La pittura a olio, inizialmente stesa su supporto ligneo, dal XVI secolo si affermò anche su tela, dando origine a una modalità quasi esclusiva (la locuzione 'olio su tela' esprime la quasi totalità della produzione figurativa a olio sino al XIX secolo) che nella tecnica pittorica mutò solo con la comparsa dei colori acrilici. 

### Vantaggi della pittura a olio
L'olio è un ottimo legante che indurisce nel tempo per contatto con l'ossigeno presente nell'aria formando una pellicola insolubile e resistente (polimerizzazione). La possibilità di creare finissime velature trasparenti e di lavorare il colore che si mantiene a lungo fresco, permette di ottenere effetti di luce e di profondità difficilmente raggiungibili con altre tecniche pittoriche. Consente inoltre di ampliare la gamma cromatica, ammorbidire le sfumature e potenziare il modellato. Una volta asciutti, i colori impastati con l'olio garantiscono una lunga durata, soprattutto rispetto alla tempera, mantenendo pressoché inalterati i valori cromatici. Grazie a queste caratteristiche, la pittura a olio si è diffusa in tutta Europa, favorita anche dai commerci dei mercanti che trovavano più pratico trasportare i dipinti su tele arrotolate, molto più leggere e maneggevoli delle rigide tavole di legno.

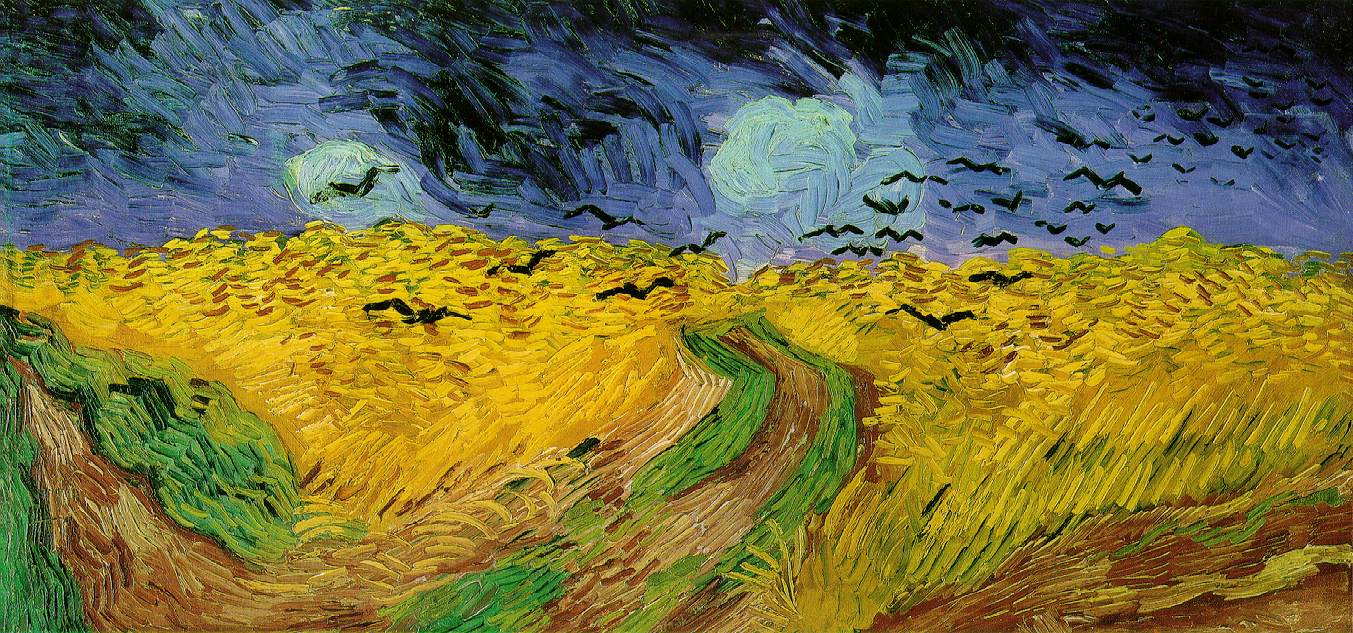
Vincent van Gogh, Campo di grano con volo di corvi (1890), Museo Van Gogh, Amsterdam

Per la sua duttilità, la tecnica a olio sopravvisse nel corso dei secoli, piegandosi ai più disparati utilizzi. A seconda della modalità di stesura del colore, ad esempio, gli artisti crearono superfici perfettamente levigate o, al contrario, ruvide e increspate, stese con pennello o spatola, generando una consistenza materica dalla particolare valenza espressiva.
Leonardo da Vinci è forse oggi tra i pittori più noti per l'uso dello sfumato. Nelle sue opere, le velature piatte (realizzate usando talvolta anche le dita) celano i segni delle pennellate, mentre le trasparenze creano una luminosità diffusa che modella con morbidezza le forme. Tiziano invece usò, soprattutto nelle opere tarde, un segno pittorico rapido e sciolto, con il colore steso in pennellate corpose e a rilievo, in cui le forme emergono con vigore; Vincent van Gogh infine arrivava spesso a spremere direttamente il colore dal tubetto, in modo che la materia pittorica non fusa divenisse essa stessa segno, quasi senza la mediazione dell'autore.
Lo svantaggio nel complesso limitato del colore a olio risiede nei lunghi tempi di asciugatura e nella difficoltà di esecuzione di talune tecniche. L'aggiunta di sostanze essiccanti inoltre provoca spesso effetti irreversibili di scorrimento dei dipinti.

## Oli
Come si è visto, la differenza nella tecnica è costituita dal legante che invece di essere uovo, caseina o gomme naturali (tempera), è un olio. Si utilizzano sia oli naturalmente essiccanti (olio di lino, olio di noce, olio di papavero), che essenze o oli essenziali (essenza di trementina, essenza di rosmarino). Queste ultime sostanze, più costose perché ottenute per distillazione, vengono utilizzate come diluente, garantendo una materia più fluida e trasparente, adatta alle velature e meno soggetta all'ingiallimento. 
Il legante oleoso più utilizzato è l'olio di lino. Questo viene utilizzato crudo nella preparazione e nella miscelazione dei colori, talvolta con additivi o siccativi. L'olio di lino cotto, che asciuga più rapidamente dell'olio di lino crudo e di altri oli permettendo così tempi rapidi di esecuzione, è caratterizzato dal colore più intenso e dallo svantaggio di ingiallire sensibilmente.

## Supporti

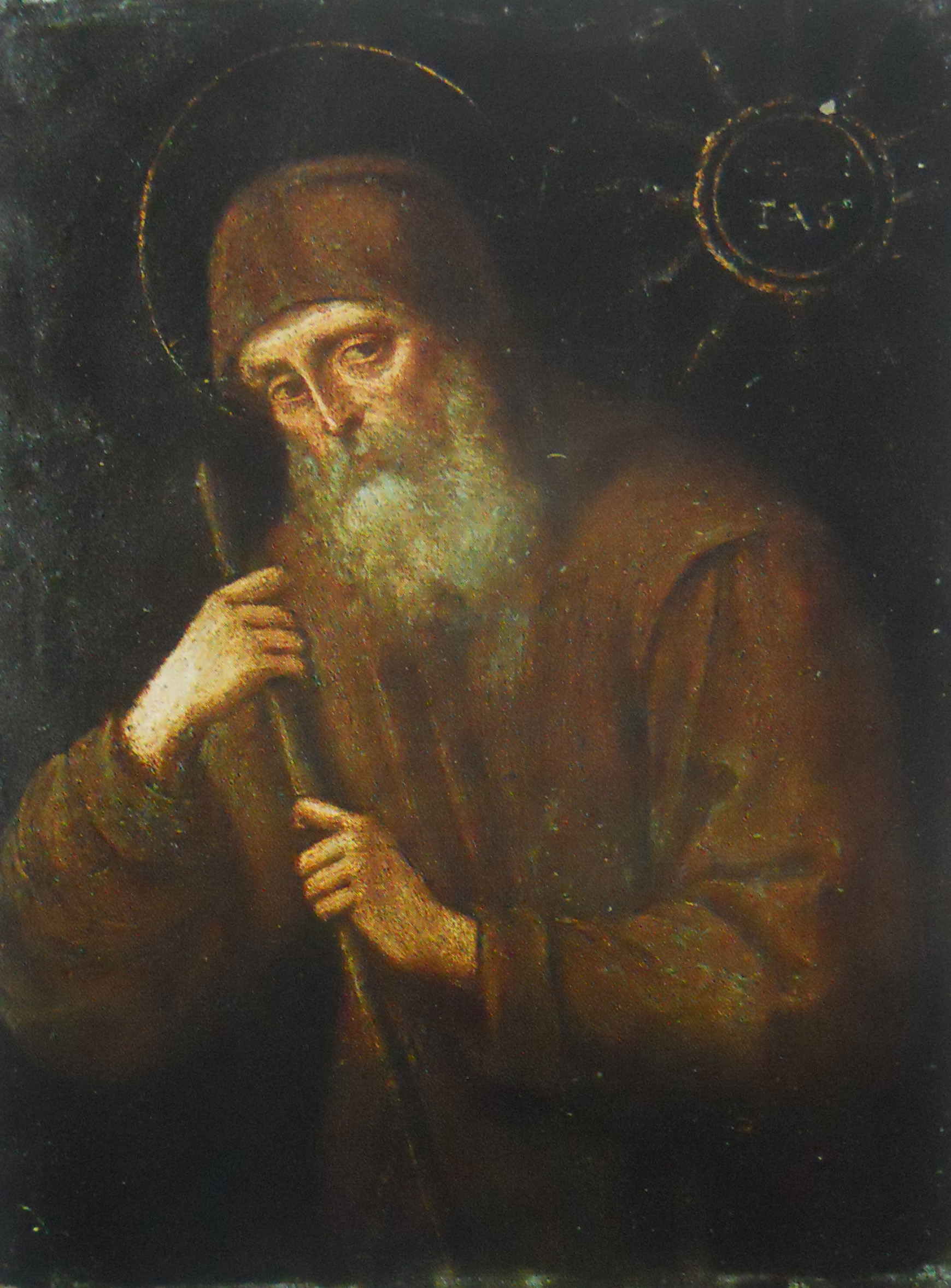
Moretto, San Francesco di Paola (1550 circa, collezione privata, Brescia), dipinto a olio su rame

La pittura a olio può essere eseguita su supporti vari: sin dal Trecento, come riferisce il Cennini, si usano tavole di legno, fino alla comparsa, nel secolo successivo, delle tele. La tela, come è noto, aveva il pregio della leggerezza e della relativa semplicità di preparazione, affermandosi nel corso del XVI secolo come supporto privilegiato per la pittura. 
Altri supporti, più rari, sono il cuoio, diffuso nella Venezia del XVI secolo, il rame e la carta, di solito adeguatamente preparati per permettere ai colori di fissarsi saldamente alla superficie; oggi si trovano in commercio cartoni telati o carte speciali, a grana grossa e con scarsa permeabilità.
Infine, sono usati anche altri materiali, soprattutto per fini decorativi: metalli (oro, argento, platino), dipinti in modo tale da non coprire del tutto lo sfondo, per sfruttarne la brillantezza in giochi di trasparenza o alternanza luminosa; pietra (marmi, ardesia ecc.); seta; vetro; legni, preziosi per l'effetto decorativo delle loro venature.

### Imprimitura
Solitamente, si preferisce dipingere su uno strato di imprimitura che renda uniforme il supporto e che limiti l'assorbimento dell'olio, per lavorare con facilità il colore. L'imprimitura più usata, fin dai secoli passati, è composta da gesso mescolato con colla di caseina o di coniglio, talvolta anche con l'aggiunta d'una piccola parte d'olio di lino cotto: la miscela deve essere densa per formare spessore, ma allo stesso tempo abbastanza fluida da poter essere stesa. Questa imprimitura può essere utilizzata sia sulle tele che sulle tavole. L'imprimitura viene data a più strati, applicati in maniera ortogonale tra l'uno e l'altro (incrociati). Talvolta su questa preparazione bianca o chiara si usa stendere uno strato colorato o un velo d'olio. Questo accorgimento facilita la realizzazione successiva di un disegno preparatorio a chiaroscuro, in cui alla tonalità media di base occorre poi aggiungere i chiari e gli scuri per creare effetti di plasticità e volume o particolari effetti di luce.
La carta o il cartone possono essere preparati con una stesura di olio di lino cotto, colla, vernice, oppure con residui di colori a olio presenti sulla tavolozza ben impastati. Oggi si trovano in commercio imprimiture acriliche chiamate impropriamente "gesso", poiché sono composte da medium acrilico e bianco di titanio.

## Stesura

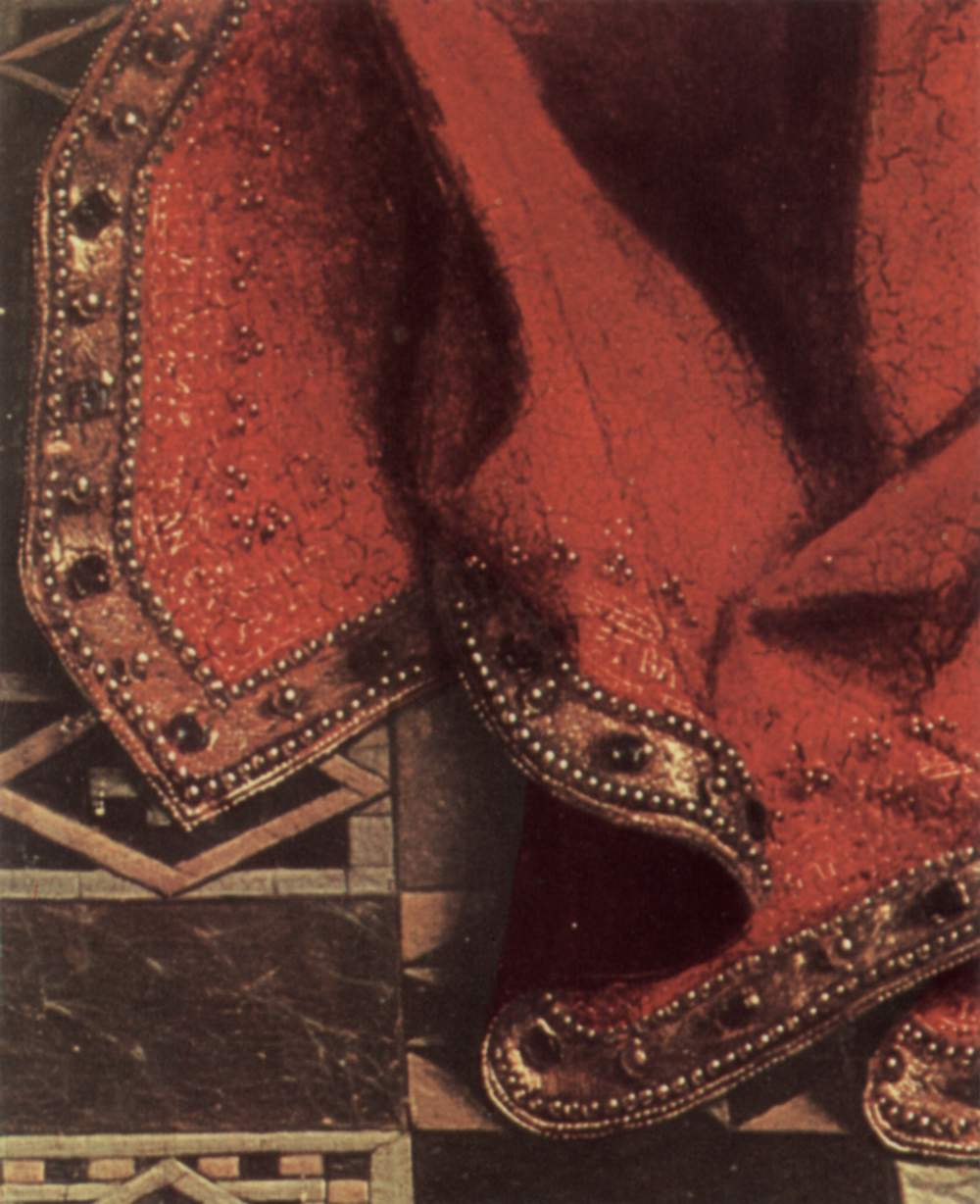
Jan van Eyck, Madonna del cancelliere Rolin (1432 circa), Louvre, Parigi: particolare che evidenzia la straordinaria luminosità dei dettagli a olio

La tecnica della pittura a olio è particolarmente complessa; l'esecuzione della pittura, secondo i canoni classici, avviene per sovrapposizione di strati di colore. Diversi procedimenti determinano un differente esito nell'opera finita; in particolare sono importanti la diluizione, la mescolanza, cioè il rapporto olio-pigmento, e la modalità di stesura dei colori sul supporto.
La stesura degli strati di colore avviene sovrapponendo all'"abbozzo", o "preparazione", strati successivi, stesi con colore più o meno corposo. Questo modo di procedere non è impiegato nelle esecuzioni dette "alla prima". A seconda del metodo scelto, il procedimento è definito con diversi termini: velatura, mezzocorpo, grattage, frottage, ecc. Così operando, il pittore osserva sempre la regola detta del "grasso su magro", ovvero: gli strati dovranno essere sempre più ricchi d'olio quanto più ci si avvicina a quelli finali. Questa tecnica richiede tempi più o meno lunghi a seconda del numero dei passaggi, poiché per la stesura di un nuovo strato occorre che quello inferiore sia asciutto. Altre tecniche prevedono viceversa la stesura su strati ancora non completamente asciutti. La diluizione del colore è effettuata principalmente con trementine naturali (distillate ad esempio da gemme di pino o fiori di lavanda), in maniera maggiore per gli strati più magri, con più olio per quelli più grassi. Non va però dimenticato che nell'antichità spesso l'artista utilizzava un proprio legante (o 'medium'), nella cui composizione oltre l'olio entravano resine quali il mastice, l'ambra, oppure altre sostanze come cera o litargirio. Oggi vengono utilizzati per la diluizione anche solventi quali acquaragia. Di norma la stesura avviene ancora oggi come in passato con pennelli in setola animale (cinghiale, tasso, cammello, ecc.).
Essendo questa la tecnica dominante della pittura classica, sono stati elaborati nel tempo innumerevoli stili, dal punteggiato allo sfumato, che rispecchiano le differenti tendenze espressive dell'artista e del suo tempo.
La tecnica a olio permette di ottenere notevole brillantezza del colore; per omogeneizzare la lucentezza dei dipinti, talvolta vengono verniciati con sostanze opacizzanti. La verniciatura finale è però data principalmente per proteggere i quadri.

## Colori
Anticamente il pittore realizzava da se stesso i colori, lavorando la materia prima che doveva essere ridotta finemente in polvere, lavata (purificata) ed infine macinata con l'olio. Per compiere il procedimento era necessario avere esperienza e scegliere fra i vari pigmenti quelli che potevano essere mescolati senza creare reazioni di incompatibilità, per non pregiudicare irrimediabilmente il dipinto nel tempo, come avvenne nei secoli passati a causa di esperimenti mal riusciti.
I colori a olio contengono pigmenti polverizzati in prevalenza di origine minerale, ma non mancano colori ottenuti da terre, da sostanze vegetali (delicati e rapidamente deperibili; perciò, sebbene alcuni abbiano un notevole potere pigmentante, sono assai di rado utilizzati) o di origine animale. Alcuni di essi sono:
- Bianco: biossido di titanio, ossido di zinco, carbonato basico di piombo
- Bruno: ossido di ferro, solfato di ferro; appartengono a questa famiglia anche le cosiddette Terre di Siena
- Blu: ossido di cobalto
- Giallo: solfuro di cadmio, cromati di piombo
- Nero: carbone d'avorio (ossa calcinate), carbone di vite
- Rosso: solfuro mercurico o cinabro, solfuro di cadmio, ossido di ferro; cocciniglia
- Verde: ossido di rame, ossido di cromo

I colori sono soggetti a ossidazione atmosferica; ciò significa che essi tendono naturalmente a scurire nel tempo. Tale tendenza può essere rallentata o anche arrestata ponendo l'opera in una camera protettiva dotata di atmosfera controllata o inerte (assenza di ossidanti gassosi quali l'ossigeno e sostituzione con l'azoto). I colori a olio risentono anche di ampie e repentine escursioni termiche e, ovviamente, degli inquinanti ambientali.
Oggi si trovano colori a olio in tubetto, già pronti per essere utilizzati.